# 雪花

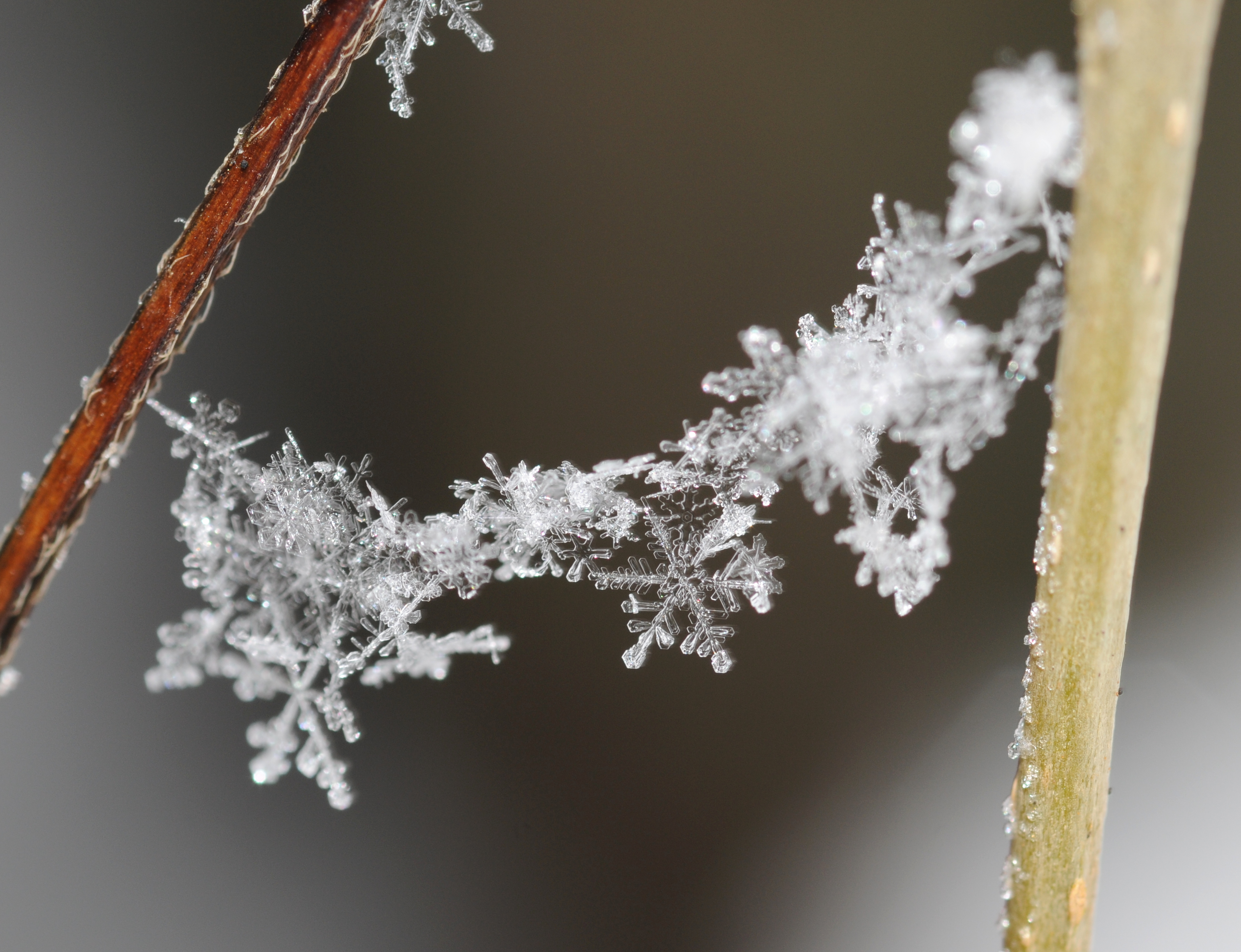
刚落下的雪花

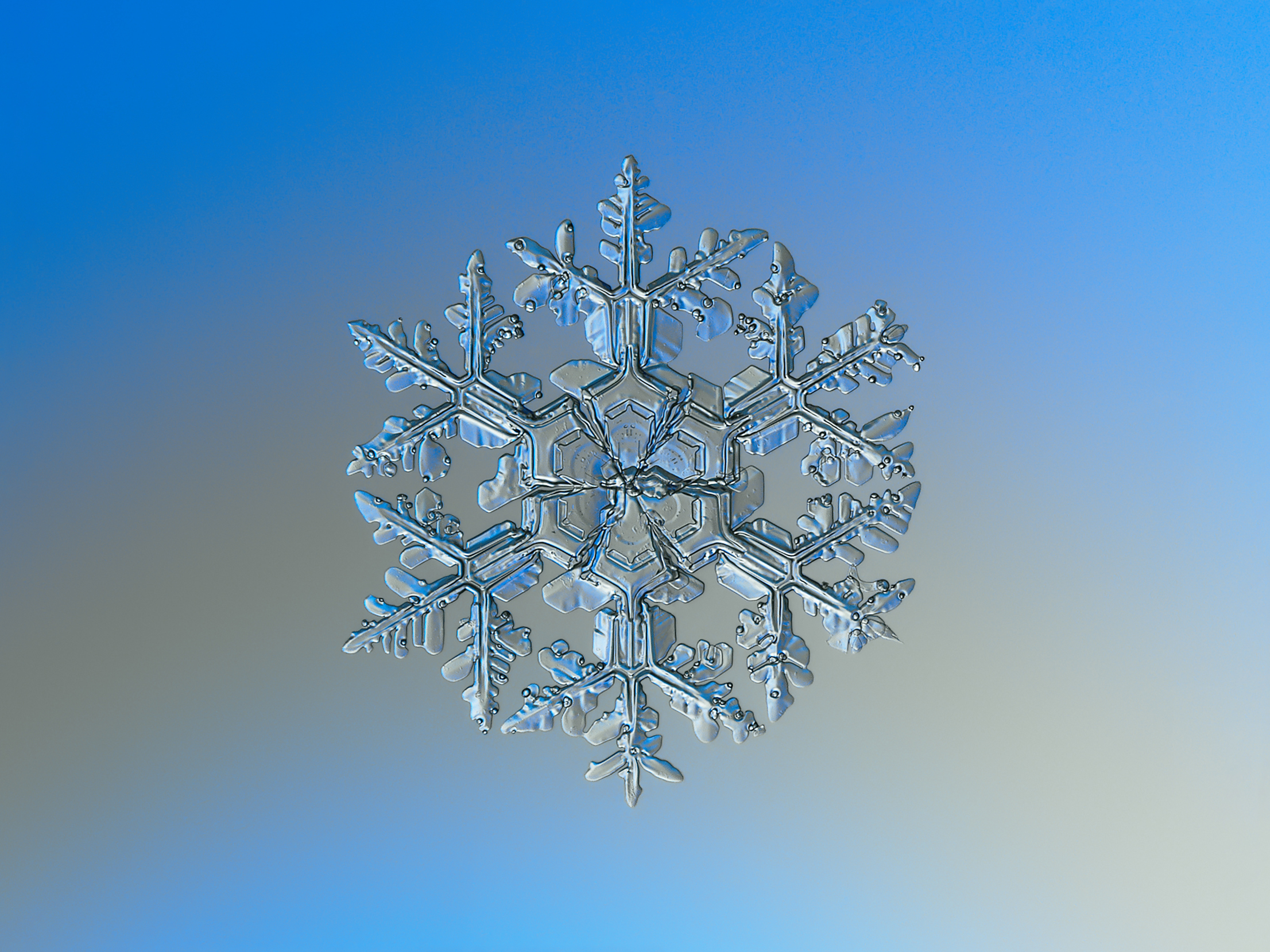
天然雪花的微距摄影

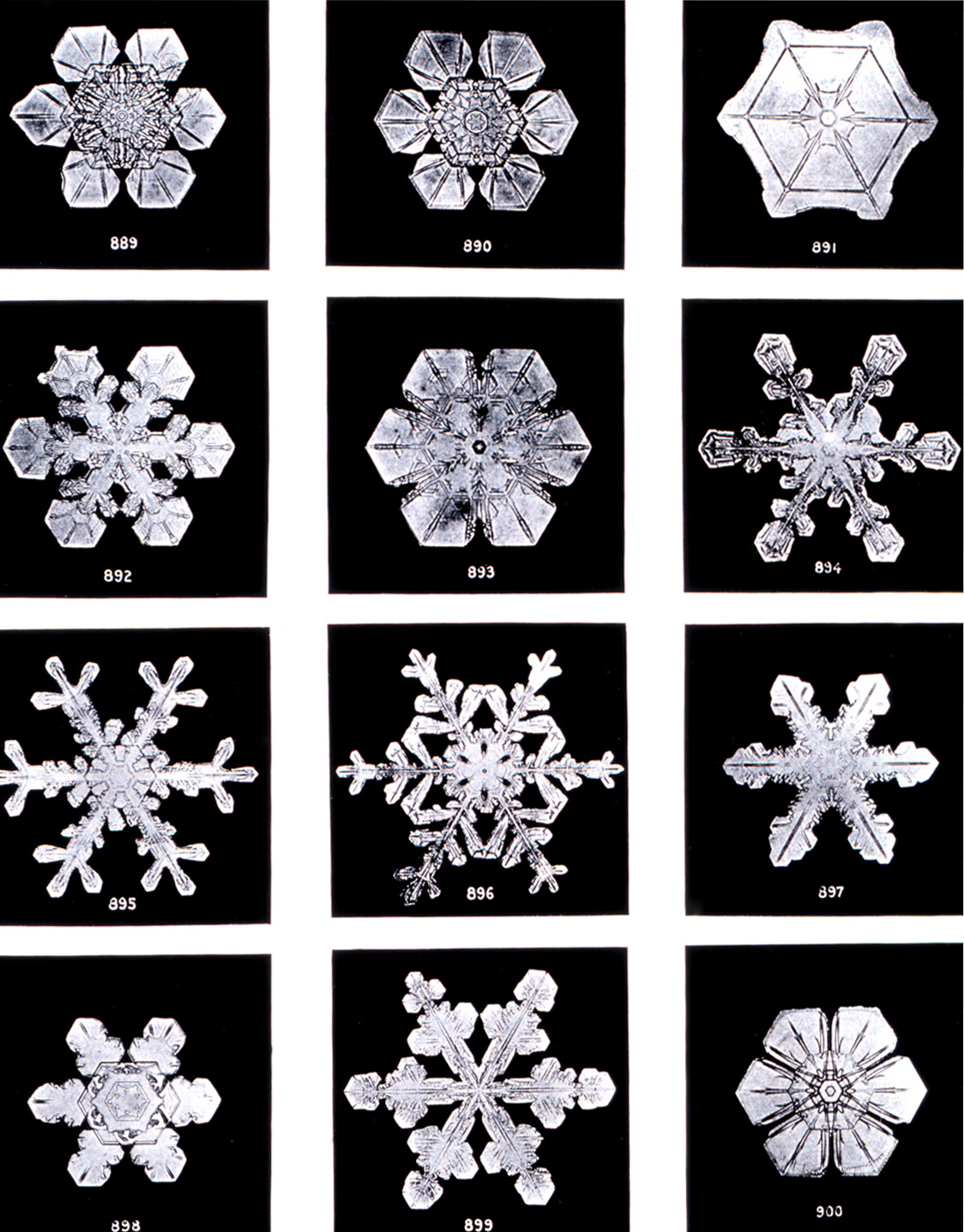
不同形狀的雪花

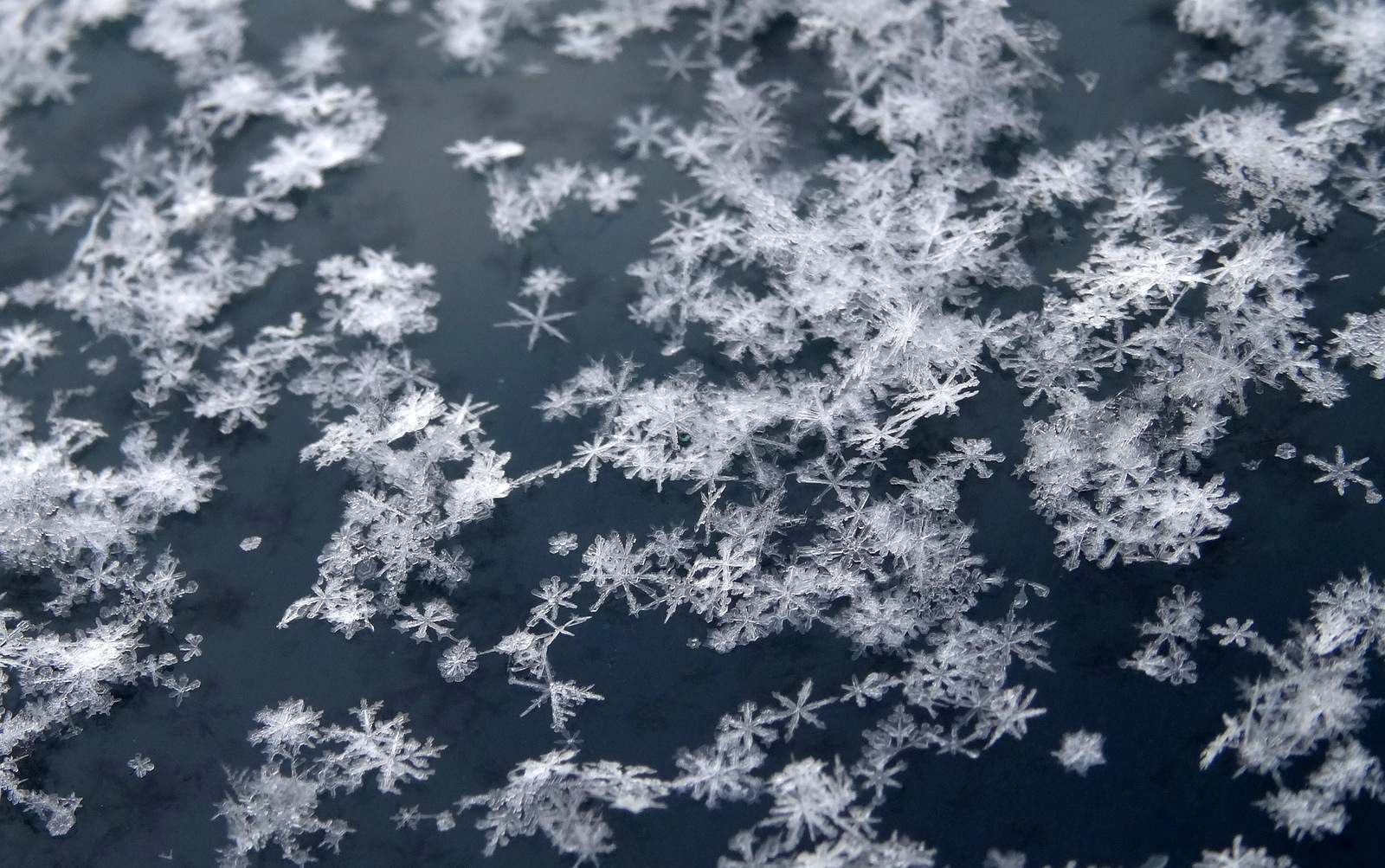
片片雪花

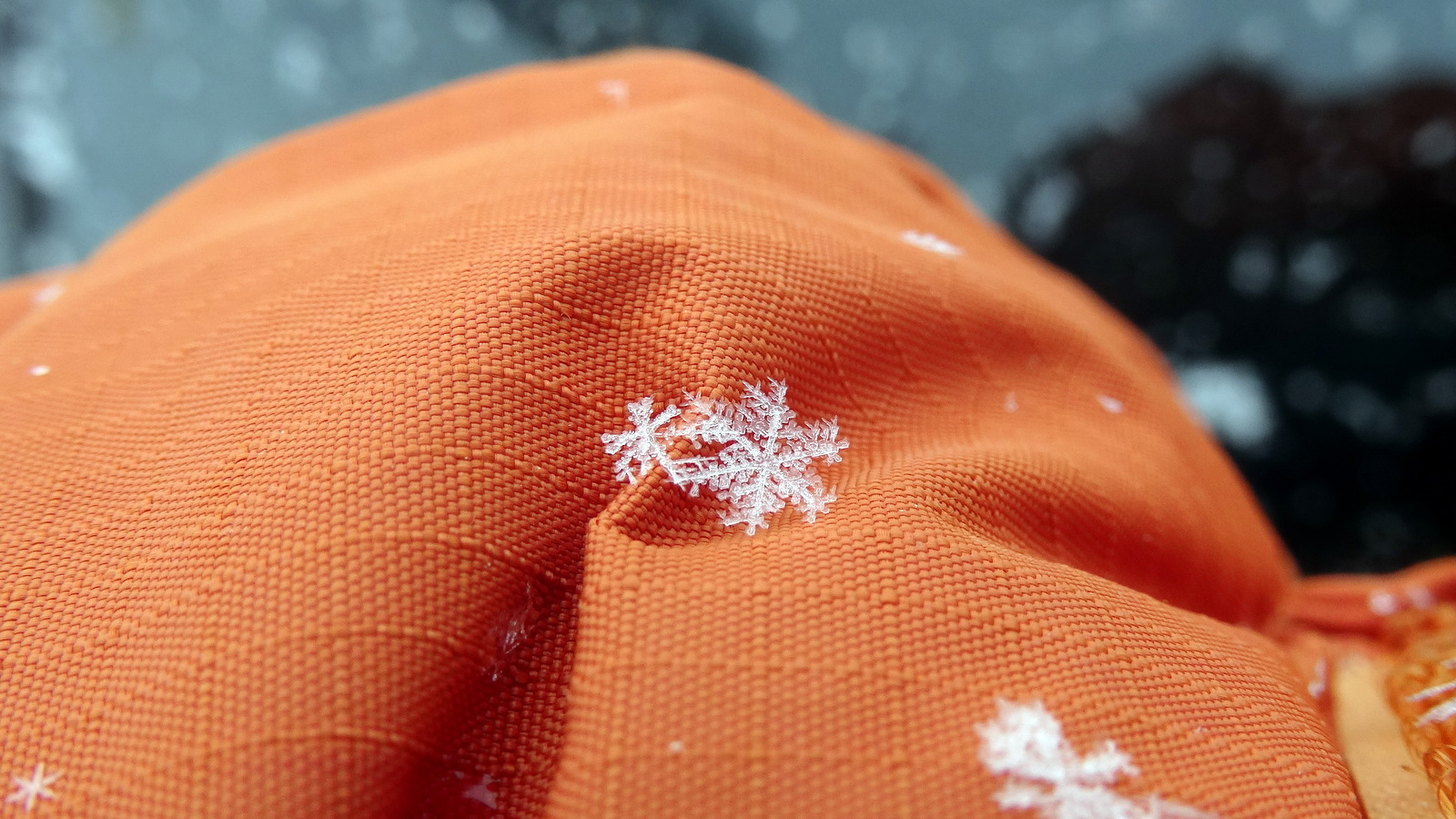
外套上的雪花

雪花是雲內形成的一種冰晶，當冰晶質量足夠大，并与其他冰晶混合後，就會落入地球大气层。当雪花進入不同溫度和濕度的大气層時，就会出现复杂的形状，因此從细节上看每片雪花都不相同，但雪花仍然謹守著最初的冰晶基本的六角形對稱標準結構，透過顯微鏡可以看見雪花錯綜複雜的構造大多都是六角形的，而雪花的中心一定呈現出對稱的六角形。此外雪花形狀上可以分为八大类。雪花的形状主要有针状、柱状、板状，也可以相互組合。由于雪花的晶体面會对光進行漫反射，所以導致雪的顏色看起来是白色的。
威爾遜·班特利是第一位的雪花拍攝者。开普勒曾寫過一本研究雪花結構的書，叫《六角的雪花》（De Nive Sexangula）。科赫曲線形狀很像雪花。
- 形狀像沙漏的雪晶